# Иоганн Эрнст (граф Ганау-Мюнценберга)
Иоганн Эрнст Ганау-Мюнценбергский (нем. Johann Ernst von Hanau-Münzenberg; 13 июня 1613 — 12 января 1642) — дворянин Священной Римской империи.

## Биография
Единственный выживший сын Альбрехта Ганау-Мюнценберг-Шварценфельсского — младшего сына Филиппа Людвига I, графа Ганау-Мюнценберга. Альбрехт всю жизнь конфликтовал с родственниками, требуя себе доли графства в качестве самостоятельного владения, однако так как в роду Ганау с 1375 года действовал принцип первородства, в соответствии с которым наследником являлся лишь старший сын, который наследовал всё графство целиком, то Альбрехту был выделен лишь апанаж: амт Шварценфельс (куда Альбрехт и переехал в Шварценфельсский замок), Ортенберг, земли бывшего монастыря в Наумбурге и доля графства Ганау-Мюнценберг в городе Ассенхайм.
Когда началась Тридцатилетняя война, Альбрехт с семьёй был вынужден бежать из Шварценфельсса сначала в Вормс, а затем в Страсбург, где и скончался. После этого Иоганн Эрнст переехал вместе с матерью и сёстрами во Франкфурт-на-Майне.
В 1641 году формально правивший графством Ганау-Мюнценберг двоюродный брат Иоганна Эрнста — Филипп Людвиг III — скончался в возрасте всего 9 лет. Таким образом главная ветвь графов Ганау-Мюнценберг пресеклась, а Иоганн Эрнст оказался единственным мужчиной в Шварценфельсской ветви, и поэтому унаследовал всё графство. Однако всего через семь недель он скончался от оспы, так и не успев жениться.
Ещё в 1610 году Иоганн Рейнхард I (граф Ганау-Лихтенберга) и Филипп Людвиг II (граф Ганау-Мюнценберга) заключили договор между двумя ветвями рода (впоследствии утверждённый императором), согласно которому в случае, если одна из ветвей рода пресекалась, её владения наследовались другой ветвью рода. Теперь, когда в линии графов Ганау-Мюнценберга не осталось мужчин, договор был приведён в действие, и графство Ганау-Мюнценберг унаследовал Фридрих Казимир Ганау-Лихтенберский. После 184-летнего раскола графство Ганау вновь соединилось под властью одного правителя.